# Neunkirchen járás
Neunkirchen járás egy járás Saar-vidék tartományban. 

## Városok és községek
| Városok 1. Neunkirchen 2. Ottweiler Községek 1. Eppelborn 2. Illingen 3. Merchweiler 4. Schiffweiler 5. Spiesen-Elversberg |

## Képek

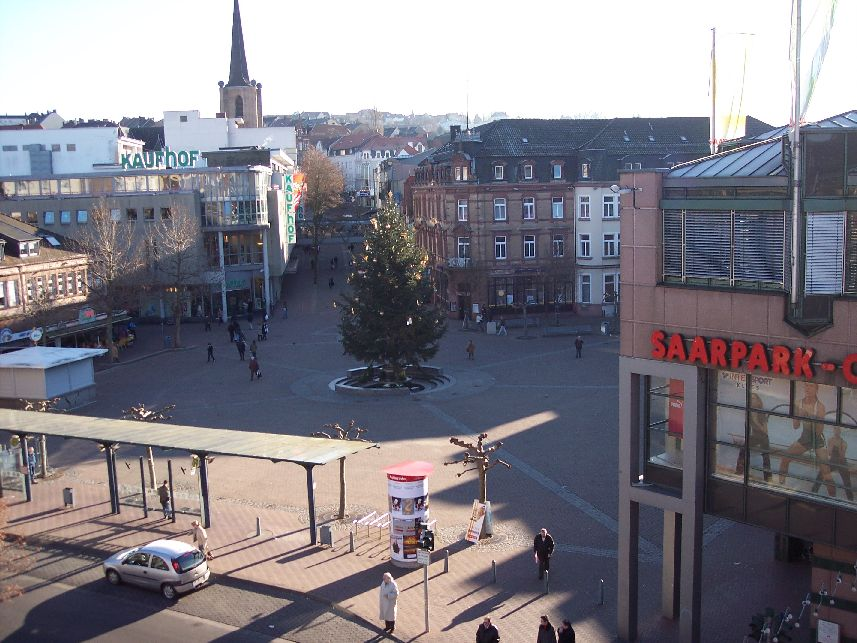
Neunkirchen
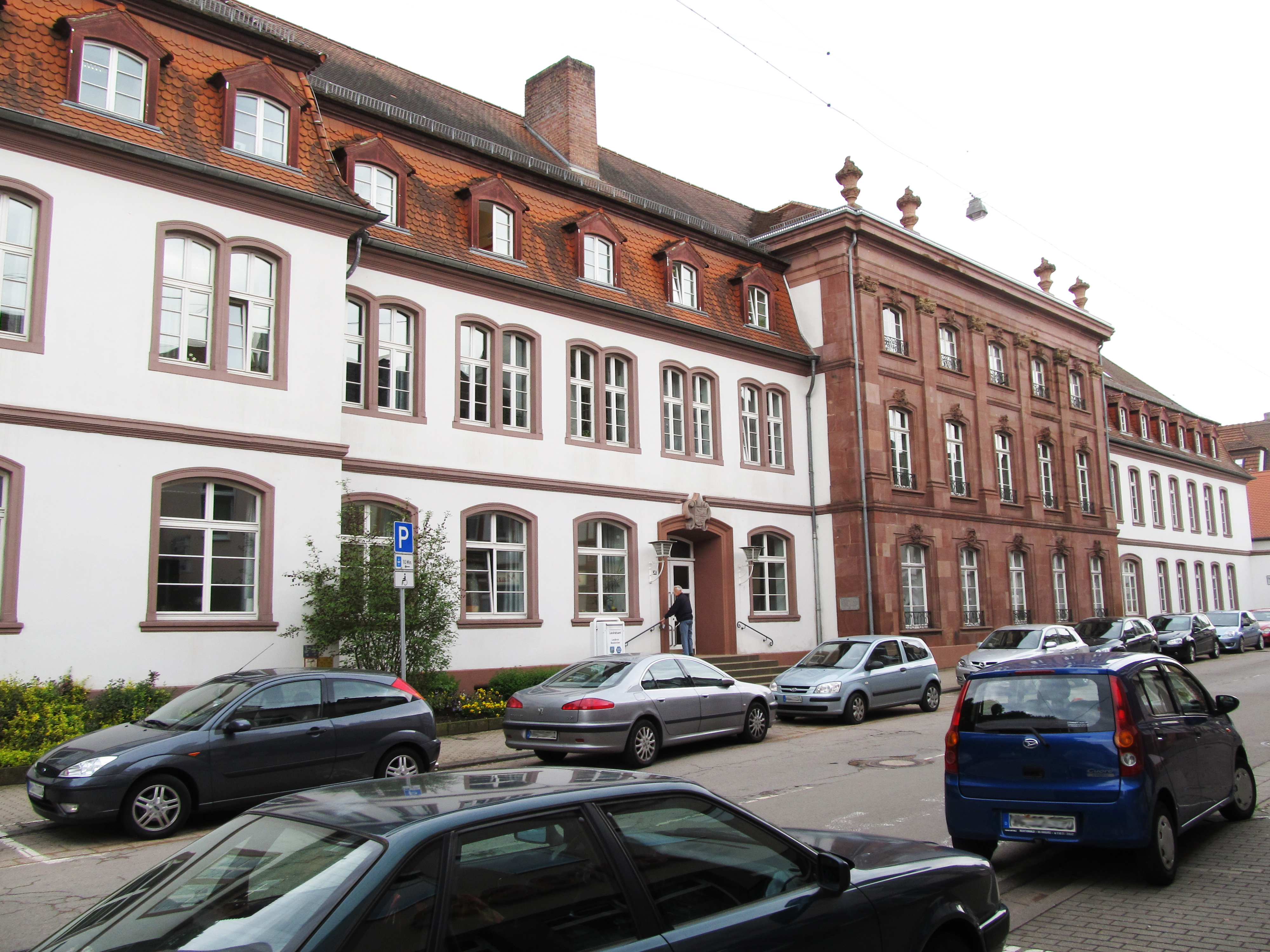
Ottweiler
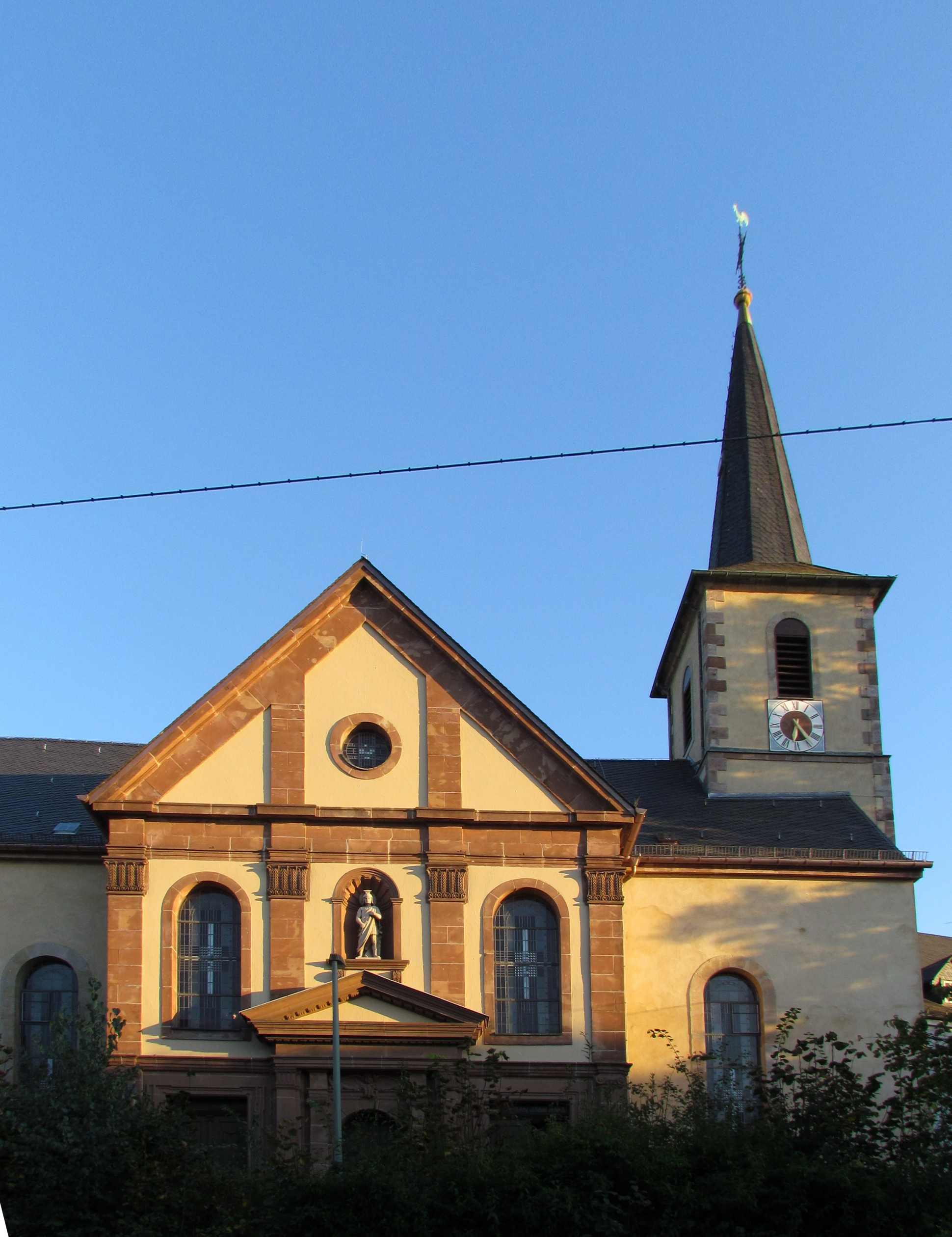
Eppelborn
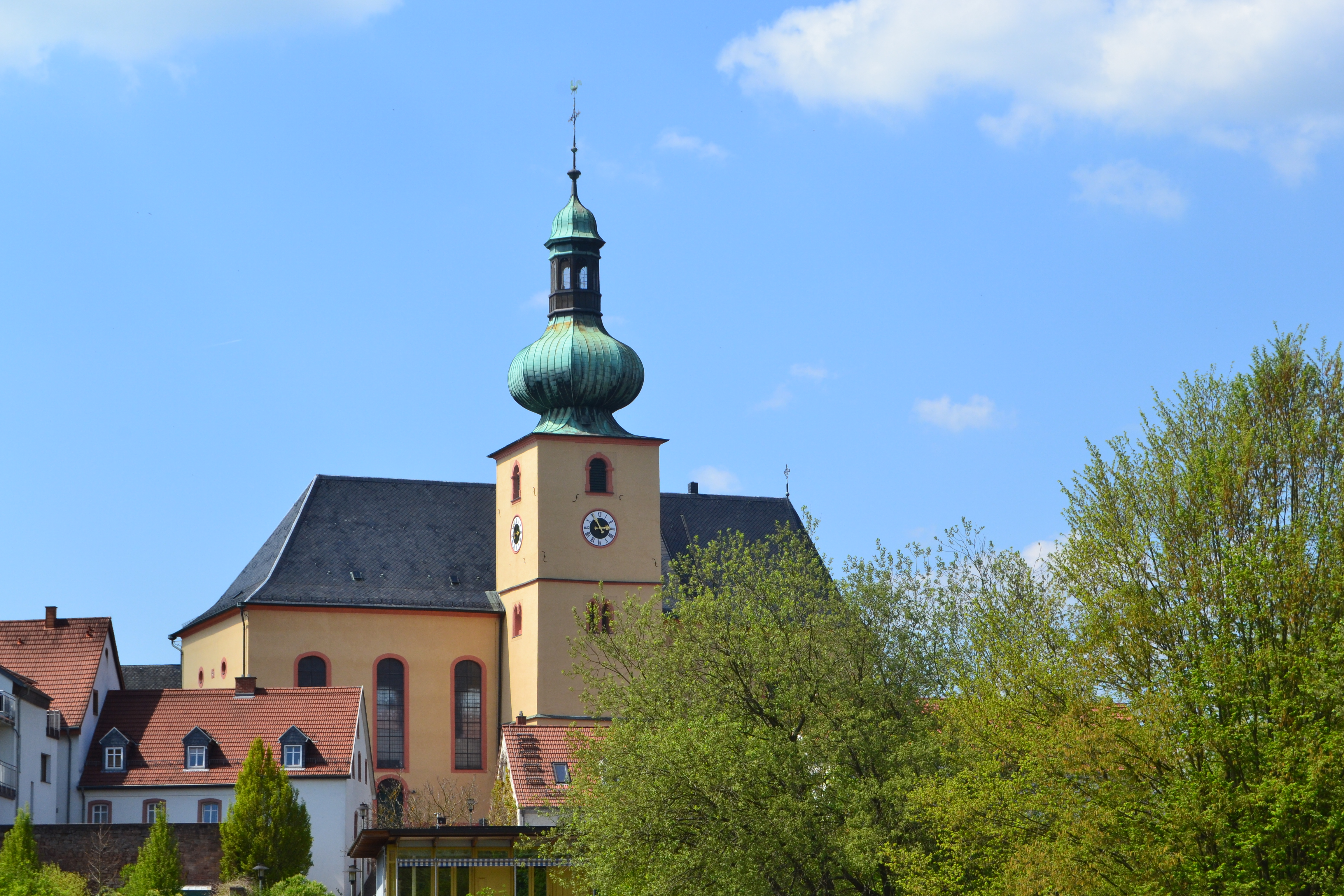
Illingen
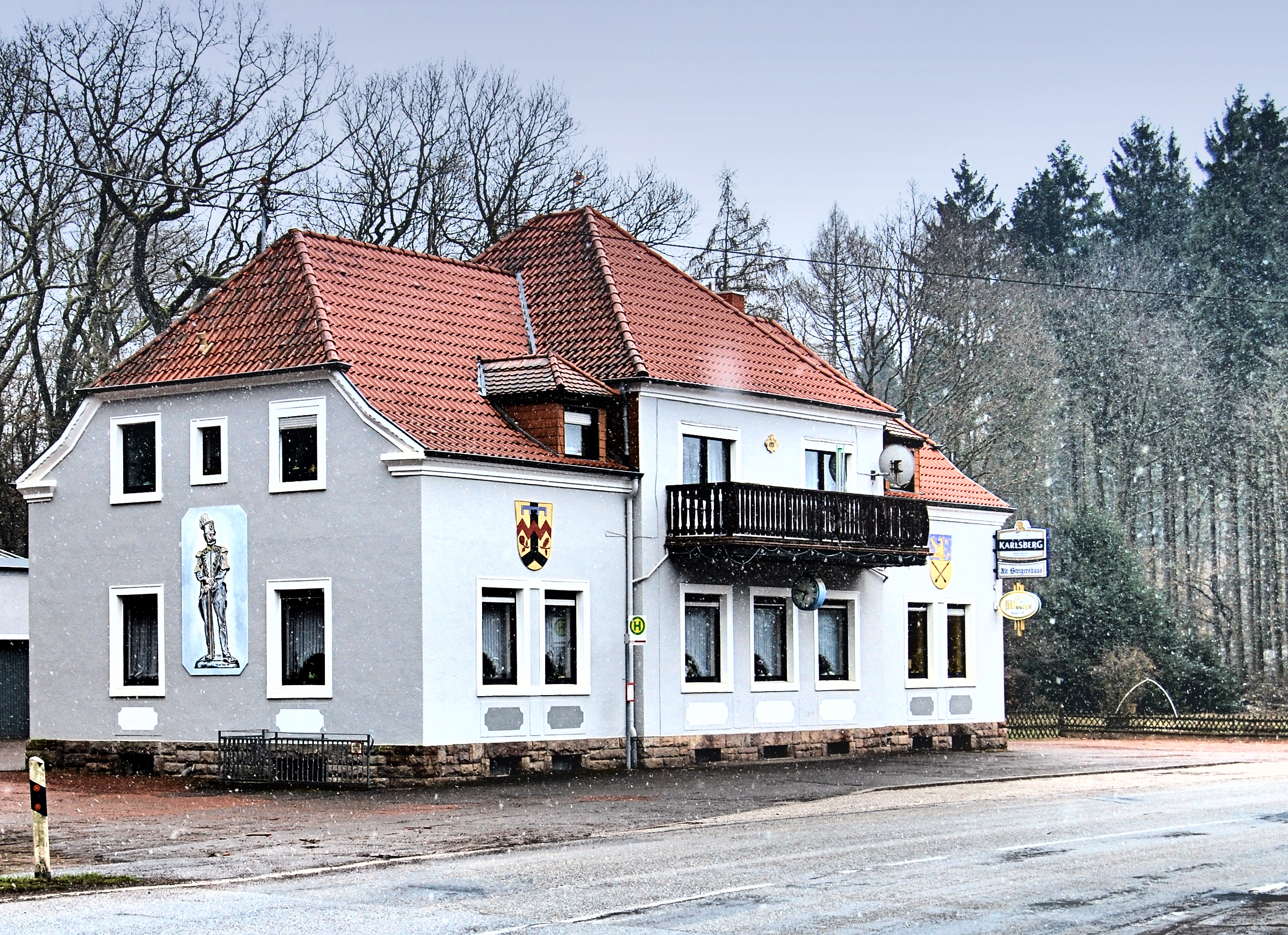
Merchweiler
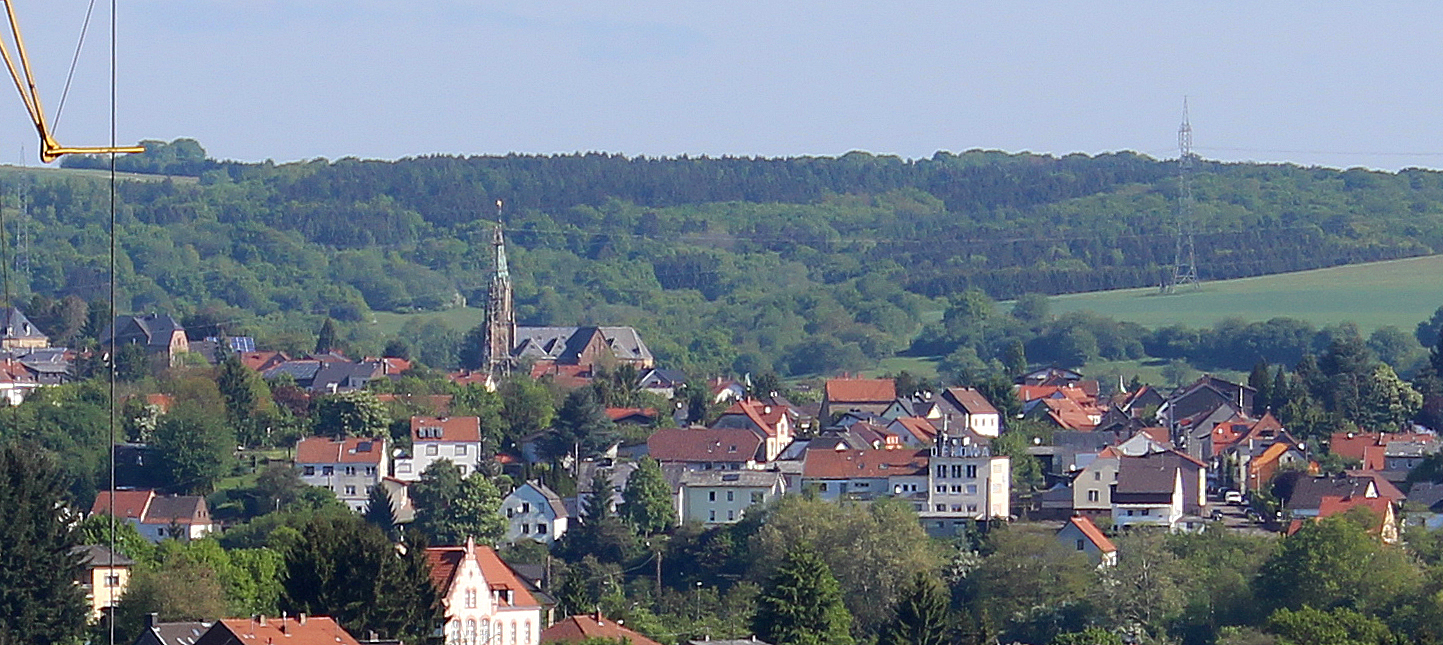
Schiffweiler
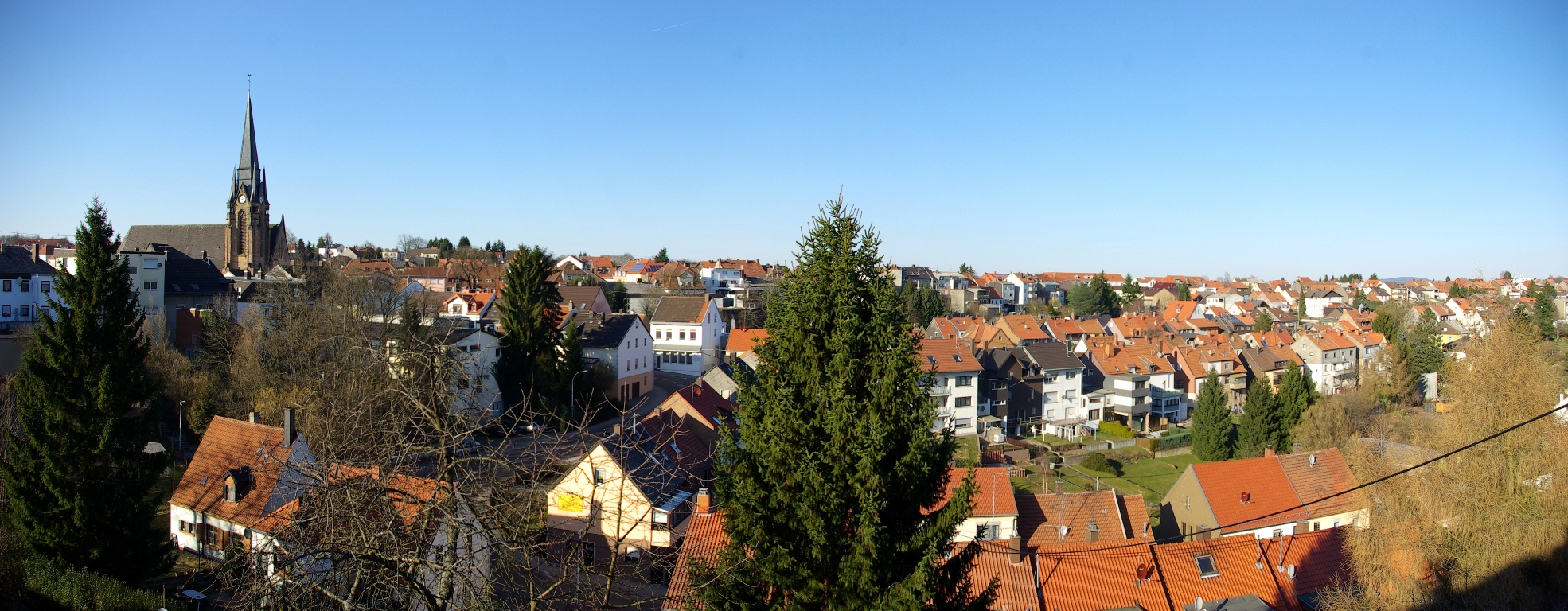
Elversberg

## Fordítás
- Ez a szócikk részben vagy egészben  a   Landkreis Neunkirchen című német Wikipédia-szócikk fordításán alapul.  Az eredeti cikk szerkesztőit annak laptörténete sorolja fel. Ez a jelzés csupán a megfogalmazás eredetét és a szerzői jogokat jelzi, nem szolgál a cikkben szereplő információk forrásmegjelöléseként.